# Eutaxia epacridoides
Eutaxia epacridoides är en ärtväxtart som beskrevs av Meissner. Eutaxia epacridoides ingår i släktet Eutaxia och familjen ärtväxter. Inga underarter finns listade i Catalogue of Life.